# یگانه (آلبوم)
یگانه (به یونانی: Ένα، به الفبای لاتین: Ena) عنوان هشتمین آلبوم استودیویی پگی زینا خوانندهٔ اهل یونان است. این آلبوم که در استودیو دیوژنس ضبط شده، در ۸ نوامبر سال ۲۰۰۶ توسط شرکت مینوس ای.ام. آی (Minos EMI) که مشهورترین شرکت ناشر موسیقی در یونان است، منتشر شد. یگانه در اوت ۲۰۰۷ به همراه تک‌آهنگ «Μυστικό» ‏(Mystiko، «راز»)، دوباره در یک آلبوم جداگانه بسته‌بندی شده و به نام نسخه جدید یگانه به بازار آمده‌است.

## دربارهٔ ترانه اصلی آلبوم
مشهورترین ترانهٔ آلبوم، قطعهٔ سوزناک و غم‌انگیز یگانه است که شعر آن دربارهٔ یک عشق ابدی است.

## متن یونانی ترانه یگانه
Ena
Irthes sti zoi esy
ki o dromos mou allou m'odigi
na kano mia kenouria arxi de fovame
Piso afino oti pona
ke pao opou theli i kardia
me xeria enomena sfixta perpatame
Ena tha 'maste gia panta emis
de tha mas xorisi kanis kardia mou
ena ke mazi tha pame makria
s' ola ta taxidia esy konta mou
An tolmas ola dika sou tha ginoun
ekina pou toso aganas
An tolmas opou thelmisis ke opou zitisis
sto telos tha pas
ena tha 'maste gia panta emis
de tha mas xorisi kanis kardia mou
Irthes sti zoi esy
tou erota finale ki arxi
sou dino ke psixi ke kormi s'agkaliazo
Krata me gia panta edo
sta xeria sou limani na bro
sta matia sou ton kosmo ego na kitazo
Ena tha 'maste gia panta emis
de tha mas xorisi kanis kardia mou
Ena ke mazi tha pame makria
s' ola ta taxidia esy konta mou

## ترجمه شعر ترانه
همان‌طور که گفته شد، ترانه ena یا یگانه یک عشق همیشگی و همراه با سوز و گداز خیلی زیاد و منحصر به فرد را توصیف می‌کند. این ترجمه بخشی از متن ترانه است:
من نمی‌ترسم
من همه چیزهای آزاردهنده رو ترک می‌کنم
و به هرجایی می رم که قلبم می خواد
با دستای سخت بسته شده
ما عبور می‌کنیم
یگانه!
ما همیشه با هم خواهیم بود
هیچ‌کس نمی تونه ما رو از هم جدا کنه
قلبم!
یگانه!
ما به دور دست‌ها خواهیم رفت
و در همه این سفرها
تو کنار منی
و اگه شهامت داشته باشی
همه اون چیزایی رو که خیلی دوست داری، مال تو میشن
اگه شهامت داشته باشی
تو به آخر جایی که می خوای می‌رسی،
جایی که تو در جستجوش بودی